# Moteur Millot
Pour les articles homonymes, voir Millot.
 (avril 2025).
 (avril 2020).
 (avril 2025).
Motif : cet article ne semble dépendre que d'une source accessible, sans qu'il en soit fait particulièrement mention. Par ailleurs, l'article est orphelin et sans interwiki
- Archive Wikiwix
- Bing
- Cairn
- DuckDuckGo
- E. Universalis
- Gallica
- Google
- G. Books
- G. News
- G. Scholar
- Persée
- Qwant
- (zh) Baidu
- (ru) Yandex
- (wd) trouver des œuvres sur Wikidata

| 1. | Préciser le motif de la pose du bandeau. | Précisez le motif de la pose du bandeau en utilisant la syntaxe suivante : {{admissibilité à vérifier\|date=mai 2025\|motif=remplacez ce texte par le motif}}                      |
| 2. | Informer les utilisateurs concernés.     | Pensez à avertir le créateur de l'article, par exemple, en insérant le code ci-dessous sur sa page de discussion : {{subst:avertissement admissibilité à vérifier\|Moteur Millot}} |

Le moteur Millot est un moteur thermique inventé par Charles Millot, né le 28 juillet 1830 à Noiron en Haute-Saône et mort à Gray le 19 février 1892. 
Il fut ensuite fabriqué et commercialisé par l'inventeur assisté de ses fils François (1859 - 1923) et Benoit (1867 - ?). Déjà patron d’une fonderie implantée à Arc-lès-Gray et pour développer sa fabrication, Charles Millot se porta acquéreur d’un autre établissement de même nature implanté à Arc-lès-Gray.
Les moteurs Millot équipèrent de nombreuses machines agricoles et autres véhicules automobiles.

## Historique

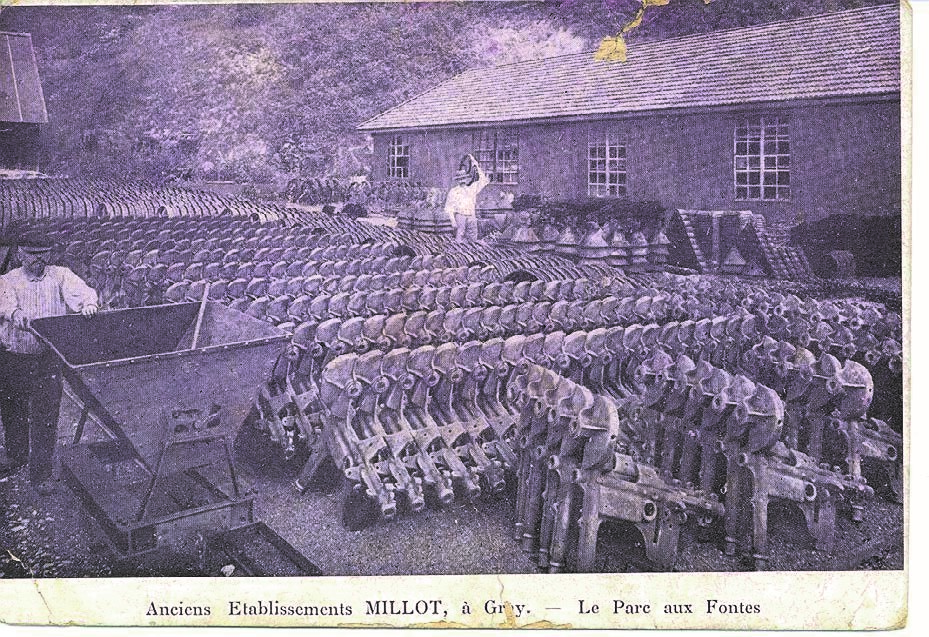
Anciene Etablissements Millot, a Gray - Le Pare aux Fontes.

La fonderie rachetée trouve ses origines en 1830 lorsque les frères Hippolyte et Antoine Marlaud la revendent à Charles Millot en 1856.
La société Millot, sous la houlette des deux frères François (1859-1923) et Benoît (1867), s'oriente petit à petit vers la production de machines agricoles, voire de machines à vapeur, toutes équipées du moteur Millot.
C’est en 1892, année où meurt Charles, le père de famille, que l’entreprise se lance dans la fabrication de moteur fixes actionnés par divers carburants tels le pétrole, le gaz, l'alcool ou l'essence.
Les puissances de moteurs proposés couvrent une gamme de 2 à 14 CV et susceptibles d'être installés en ateliers de toutes corporations mécaniques.
En 1898, sentant un essor certain de la mécanisation, les deux frères entreprennent des études qui conduisent à la réalisation d’une voiture automobile, mais la production en série ne sera pas lancée.
À cette époque, la société Millot est en Franche-Comté au 4e rang pour la fabrication mécanique, derrière Peugeot, Japy et chaudronnerie Douge.
L'activité principale de l’entreprise reste la machine agricole dans toutes ses déclinaisons ; chacune étant équipée du moteur thermique Millot. Certaines d’entre elles sont automotrices, tels les châssis de scies à ruban automobiles.
Cette activité florissante s’expose sur foires et salons spécialisés dont la foire de la machine agricole de Paris et fait ainsi évoluer son statut jusqu’à la Seconde Guerre mondiale.
C'est aussi après la Seconde Guerre mondiale que l’établissement change de dirigeants. Il est repris par la société Labourier de Mouchard (Jura).
L'activité de fonderie est abandonnée ; ne subsiste qu’un atelier de fabrication de matériel mécanique quand l'usine est ravagée par un incendie. Elle ferme ses portes en 1991.
Dès 1983, une grande partie du site a été rasée pour laisser place à un centre commercial. Les bâtiments restés en état ont été transformés en bureaux et petits espaces commerciaux.
C'est en 2008 que disparaît toute trace de l'ancienne usine.